# Hahnen

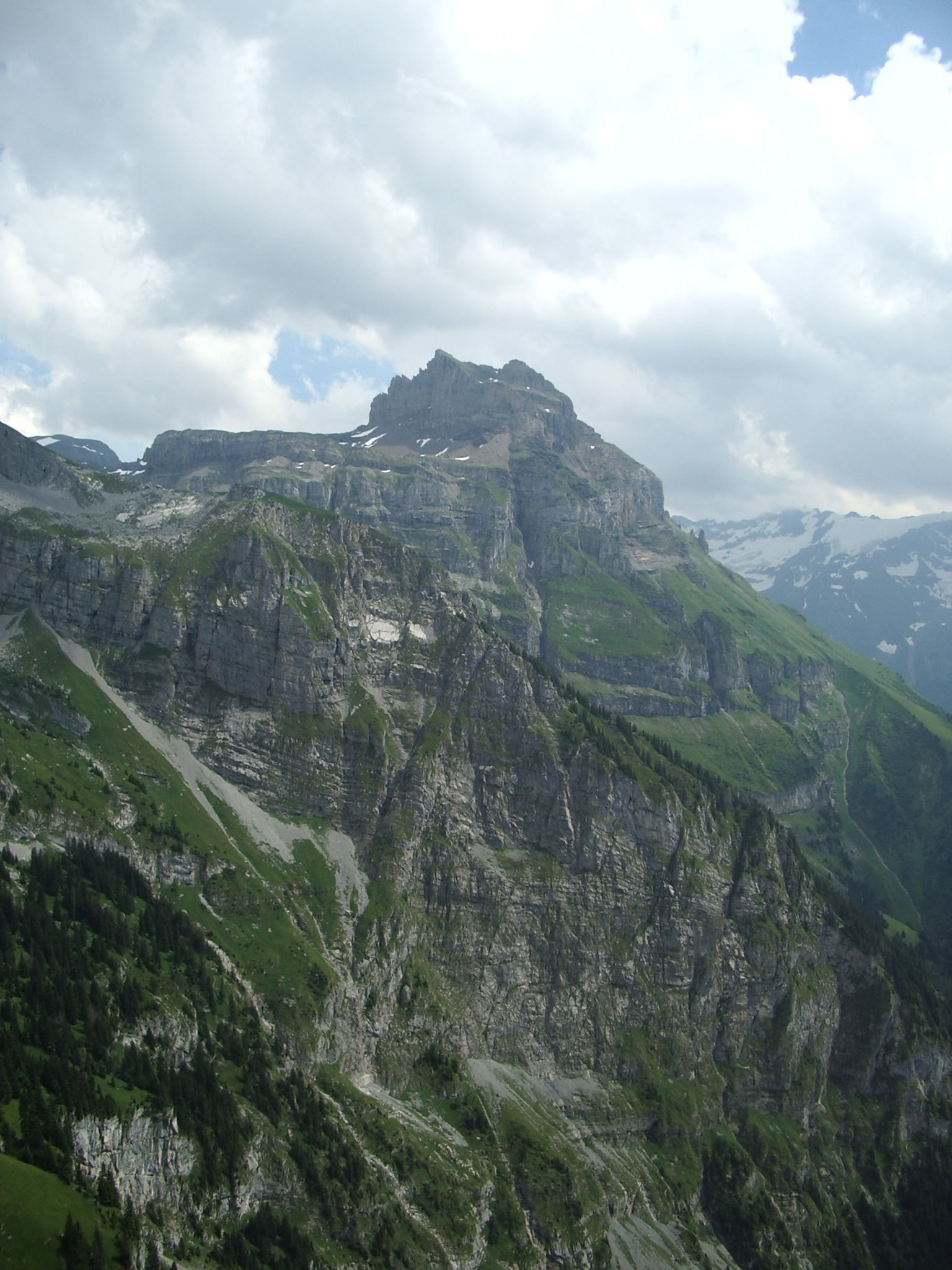
Hahnen

De Hahnen is een steile, geëxponeerde bergtop ten oosten van Engelberg in het kanton Obwalden met een hoogte van 2606 meter.

## Etymologie
De Hahnen werd vroeger ook wel met Engelberg aangeduid. Tegenwoordig wordt deze naam alleen nog maar gebruikt voor de plaats Engelberg en het dal waarin het zich bevindt.

## Geografie
De top van de berg bevindt zich ongeveer vier kilometer ten oosten van Engelberg en het hoogteverschil met het dal bedraagt ongeveer 1600 meter. De Hahnen is via de Fulenwassergrat met de hogere Wissigstock verbonden. Twee kilometer ten zuidoosten bevindt zich de top van de Wissberg en de Fürenalp.

## Alpinisme
De Hahnen is te bereiken vanaf Engelberg door een lastige wandeling (moeilijkheid T5+) door de zuidflank, waarbij delen van de route gezekerd zijn door ijzeren staven en tussenzekeringen.